# Битка при Поатие
 Тази статия е за арабското нашествие в Европа.  За битката от Стогодишната война вижте Битка при Поатие (1356).  
Битката при Поатие от 732 г. се води между арабските завоеватели от Омаядския халифат и франкско-бургундските сили, предвождани от майордома на Меровингите Карл Мартел.
Завършва с решителна франкска победа, която бележи края на арабското нашествие в Европа. По-късно неговият внук Карл Велики ще започне възвръщането (реконкистата) на завладените от арабите европейски територии, завършило окончателно едва през 1492 г. Победата спомага за утвърждаването на Каролингската империя и франкското господство в Западна Европа през следващия век.

## Предистория
Битката при Поатие е следствие на двадесетгодишни арабски завоевания в Европа, започнали през 711 г. с нашествието на Тарик ибн Зияд във (вестготските) християнски кралства на Иберийския полуостров (при което в битката при Рио Барбате вестготският крал Родерих е убит) и в Галия. Омаядският халифат притежава най-голямата военна сила за времето си. На изток арабските войски достигат Синд (дн. Пакистан), завладявайки персийската Сасанидска империя, а освен това, след пробива си в битката при Ярмук през 636 г. – и големи територии от Византийската империя, като през 718 г. достигат портите на Константинопол. Там те са отблъснати с общите усилия на българите под командването на хан Тервел, който ги побеждава при Константинопол, и византийците под командването на император Лъв III. През 720 г. арабите окупират Сицилия, през 724 г. Сардиния, Корсика и Балеарските острови.
След падането на Римската империя франкското кралство, чиито майордом е Карл Мартел, владее повечето територия на съвременните Франция, Западна Германия, Белгия и Холандия и се опитва да изгради първата западноевропейска империя.
Арабите на Ал Самх ибн Малик, главен управител на Ал Андалус, превземат Септимания през 719 г. след завземането на Иберийския полуостров. Ал Самх установява столицата си в Нарбона през 720 г. и завладява няколко града под контрола на вестготските графове, но през 721 херцог Одо Аквитански изненадва арабите при обсадата им на Тулуза, разбива ги и ранява смъртоносно самия Ал Самх ибн Малик. Това поражение обаче не прекратява арабските набези в Галия и през 725 г. те достигат Отун в Бургундия.
През 730 г. Одо се съюзява с берберския халиф Утман ибн Наиса (наречен Мунуса от франките), владетел на Каталуния, дава му дъщеря си за съпруга и арабските набези на негова територия са прекратени. На следващата година обаче Утман въстава срещу управителя на Ал Андалус Абду Рахман ал-Гафики, който бързо потушава бунта (Утман е принуден да се самоубие, а дъщерята на Одо е изпратена заедно с главата на съпруга си в Дамаск) и насочва вниманието си към Одо. Абду Рахман довежда огромен брой тежки арабски и леки берберски конници и войници от всички провинции на халифата в подготовка за похода през прохода Ронсево на север от Пиренеите. Според анонимен арабски източник „Тази армия минаваше из всички места като опустошителна буря.“ Одо събира армията си пред Бордо, но е победен и Бордо плячкосан. Избиването на християни в последвалата битка при река Гарона е ужасяващо. Мозарабската хроника от 754 г. пише „solus Deus numerum morientium vel pereuntium recognoscat“ („само Бог знае броя на посечените“). Арабските конници тогава напълно опустошават част от Галия. Техните собствени истории казват, че „правоверните проникнаха в планините, стъпкаха пресечена и равна земя, плячкосваха надалече в страната на франките и удариха всички с меч, дотолкова, че когато Одо дойде да се бие с тях на река Гарона, избяга.“ Одо се обръща към франките за помощ, на което Карл Мартел склонява, след като Одо се съгласява да му се подчини.
През 732 г. арабите напредват на север към река Лоара. След като унищожава съпротивата в тази част на Галия, нахлуващата армия се разделя на няколко части. Възможна привлекателна точка за арабите според вторият продължител на Фредегарската хроника е абатството Сен Мартен де Тур, най-престижното и свято място в Западна Европа за времето си. Научавайки за приближаването на арабите Карл Мартел събира армията си и поема на юг с надеждата да изненада арабите. Тъй като възнамерява да използва фалангова формация за него е от първостепенна важност да избере бойното поле – за предпочитане залесена равнина.

## Битката

### Подготовка
Арабите имат недостатъчно разузнаване и са изненадани, когато се натъкват на присъствието на голяма вражеска сила на пътя им за Тур, недалеч от Поатие. В продължение на седем дни двете армии се следят, прибягвайки само до малки схватки. Абду Рахман чака да се съберат всичките му сили, което се случва, но все още е обезпокоен. Отлагането обаче дава възможност и на Карл да събере пехотните си ветерани от краищата на кралството. Някои от тях служат под неговото командване още от 717 г. Той също свиква опълчение, но то се оказва полезно само за събиране на храна и тормозене на арабите. Никой от двамата пълководци не желае да нападне, но накрая Абду Рахман се чувства задължен да заповяда нападение преди по-нататъшно застудяване и срама от отстъплението. Арабите трябва да се изкачват по горист хълм, за да стигнат франките, което неутрализира част от преимуществото им в численост и тежка кавалерия.
Карл знае, че освен него няма кой да спре мюсюлманското завоевание на Западна Европа. Неговата тежка пехота е сформирана във фаланга на възвишение и сред дървета, което им помага да устоят на арабското конно нападение.

### Сражението
Абду Рахман вярва в тактическото преимущество на тежката си въоръжена с копия и мечове конница, но неколкократните им устреми заповядани от арабския командир се разбиват във вътрешността на дисциплинираната франкска пехотна формация. „Мюсюлманските конници се втурваха яростно и често срещу батальоните на франките, които мъжествено се съпротивляваха и мнозина паднаха мъртви и от двете страни“. Издръжливите и опитни войници на Карл постигат това, което е смятано за непостижимо на времето – устояване на пехота срещу атака на тежка кавалерия.

### Обратът
Арабите, които успяват да пробият квадрата на франките се опитват да убият Карл, но неговите феодали го заобикалят и не допускат нападателите. Изходът на битката все още е неясен, когато според франкските истории сред арабите тръгва слух, че франките заплашват плячката, която носят със себе си от Бордо. Някои от арабите веднага се втурват към лагера, за да защитят имуществото си. Според мюсюлманските разкази за битката по средата на боя на втория ден (франкските извори дават за продължителност на битката само един ден) франкски разузнавачи, изпратени от Карл, започват да извършват набези срещу арабския лагер и керван с провизии (включително роби). Карл бил изпратил разузнавачи да предизвикат хаос в арабския лагер и да освободят колкото се може повече роби с надеждата това да отвлече вниманието на враговете му. Опитът е успешен и мнозина араби се връщат в лагера си. За останалите това изглежда като пълно отстъпление и скоро се превръща в такова. Западните и мюсюлманските истории са единодушни по въпроса, че докато се опитва да спре отстъплението Абду Рахман е обкръжен и убит. „Цялото войнство избяга пред врага“, откровено пише един арабски източник, „и мнозина погинаха в бягството“. Франките възстановяват формацията си и остават на мястото си през нощта, мислейки, че боят ще начене отново на следния ден.

### Следващ ден
Когато на следващия ден арабите не възобновяват нападението си франките започват да се страхуват от засада. Карл мисли, че Омаядите се опитват да го примамят да слезе от хълма. Само след подробно разузнаване на арабския лагер, в който са останали дори палатките при прибързаното напускане, франките разбират, че арабите са се отправили обратно към Иберия с колкото плячка могат да носят.

## Последвали събития
През 735 г. новият управител на Андалус Укба ал Хаджадж нахлува във Франция, прекосява река Рона, превзема и плячкосва Арл. От там продължава нашествието си в Прованс, където превзема Авиньон, въпреки силната съпротива. Неговите сили остават във Франция около 4 години. Карл Мартел възвръща повечето от завзетата от арабите територия в походите си през 736 и 739 г. с изключение на град Нарбона, който пада чак през 759 г.
Арабската армия отстъпва назад през Пиренеите. След смъртта на Одо през 735 г. Карл желае да присъедини неговото херцогство и отива в Аквитания, но местните благородници провъзгласяват сина на Одо Хунолд за херцог и Карл го признава, когато арабите нахлуват в Прованс в съюз с херцог Мауронт на следващата година. Хунолд първоначално се противи да признае Карл за свой феодален господар, но заплахата от юг не му оставя избор. Карл вярва, че не бива да се допуска арабите да се установят в Галия. Той тръгва на поход срещу нашествениците, побеждава ги при Арл, превзема и опустошава града, побеждава също в битките при Авиньон и Ним, а основната омаядска армия сразява в битката при река Бер, недалече от Нарбона. Опитът му да превземе Нарбона обаче се проваля. Управителят на Нарбона Юсуф ибн ал Рахман ал Фикри се споразумява със съседните вестготски градове за общи действия срещу Карл Мартел, който разширява владенията си в областта. Арабите остават във владение на Нарбона и Септимания още 27 години, но не могат да разширят територията си.
Победата при Поатие дава претекст за отстраняването на Меровингите от властта и установяването на Каролингите като управляваща династия. Името Мартел (от френски: „marteau“ – „чук“) Карл получава след победата си срещу арабите.
През 750 г. в Арабския халифат започва гражданска война, довела до битката при Заб. Синът на Крал Мартел Пипин Къси подчинява Нарбона през 759 г. Омаядската династия е прогонена в Андалус, където Абд ал-Рахман I основава Кордовски емират и се противопоставя на Абасидския халифат в Багдад. Франките си вземат поука от сблъсъка с тежката арабска конница и създават собствена тежка кавалерия, дала начало на западното рицарство.
Внукът на Карл Мартел Карл Велики започва възвръщането на завладените от арабите територии в християнски ръце, което по-късно ще бъде наречено реконкиста. Завладявайки Жирона през 785 г. и Барселона през 801 г. франкските императори основават в Североизточна Испания (в част от днешна Каталуния) графството Испанска марка.

## Памет
Битката при Поатие не се превръща незабавно в символ на сблъсъка между християнската и ислямската цивилизация. Карл Велики засенчва дядо си, а и църквата, която е основният производител на ръкописи, не е особено благосклонна към незаконнородения победител от Поатие, който е присвоил нейни имущества. Споменът за Карл Мартел и Поатие е възроден по времето на кръстоносните походи за освобождаване на Йерусалим от арабите, както и при османското нашествие в Централна Европа през 16 век.